# Bahram II
Bahram II, död 293, var en persisk kung av den sassanidiska ätten. Han regerade mellan 276 och 293.